# 自動番組制御装置
自動番組制御装置（じどうばんぐみせいぎょそうち、Automatic Program control System: APS）はテレビ、ラジオなどの放送局において、その放送を放送スケジュールに従って送信所に送り出す、あるいはその番組素材などをあらかじめ決めたスケジュールに従って送受するため、各種装置を制御する制御システムである。主調整室（マスターコントロールルーム）に付属する。
なお、当項での『Automatic Program control System（APS）』は日本電気（NEC）の商品名であり（参考）、パナソニック（参考）や東芝（参考）においては『Automatic Program Controller（APC）と呼称している。また興和（『APM』との略称）など他にも同様の装置を製造・販売する企業がある。
初期には自動番組制御装置に直接、放送スケジュールなどをプログラムするものであったが、今日では小規模なもの（放送事業者用のものでないものなど）を除き、別途設けられるシステム（民間放送局であれば営業放送システム）により作成された放送スケジュールなどを直接、LANなどを経由して受け取り、一時蓄積、時計装置からの時刻信号に従い、順次、各種装置に制御信号を送るものとなっており、いわゆる録画、録音のテレビ番組、ラジオ番組のほとんどが今日、自動番組制御装置によって完全自動化されている。
かつてNHKは、東京都渋谷区のNHK放送センターに、5,280巻の放送用ビデオテープを収容可能な国内最大の自動送出システム「HD-BANK」を擁しており、自動番組制御装置との連携により全系統のテレビ放送を自動化していた。2014年からはこれに代わりVAFによるファイルベース送出へと進化している。